# Il sogno dello zio
Il sogno dello zio (in russo: Дядюшкин сон, Djadjuškin son) è un romanzo di Fëdor Dostoevskij scritto nel 1859 e uscito sulla rivista «Russkoe slovo», dopo quasi dieci anni di assenza letteraria dovuta all’esilio in Siberia. Ha fin dalle intenzioni tono umoristico e gogoliano.

## Trama
Mar'ja Aleksandrovna Moskaleva, madre ambiziosa, vive con la bella figlia Zinaida, detta Zina, nella città immaginaria di Mordàsov, covo di ipocriti, e vorrebbe sposarla al principe K., vecchio un poco tonto e "quasi morto", per farla vivere e vivere lei stessa da ricca. La ragazza, ancora giovane e ingenua lo chiama zio, e la madre ne annuncia il corteggiamento, riferendo alle "comari stizzose e malevole" della cittadina che lui ne ha chiesto la mano. Ma c'è aria di scandalo e molte dicerie sul fatto che lei abbia circuito il vecchio. Per difendersi Mar'ja riesce a far pronunciare al vecchio una dichiarazione ufficiale e le comari invidiose ora si congratulano con lei. Però un giovane, innamorato di Zina, riesce a convincere il vecchio che tutto sia solamente un sogno e il vecchio, per lo scompiglio emotivo, muore.

## Edizioni italiane
- Il sogno dello zio, trad. Alfredo Polledro, Torino: Slavia, 1930; Nota introduttiva di Angelo Maria Ripellino, Torino: Einaudi, 1960-2003.
- Il sogno dello zio, trad. Assia Nobiloni, prefazione di Ettore Lo Gatto, Roma: Capriotti, 1945.
- in Racconti e romanzi brevi, vol. II [di 3], trad. Maria Bianca Luporini, Collana Grandi Classici Stranieri, Firenze, Sansoni, 1962; in Il sogno dello zio e altri racconti, Collana Le betulle, Firenze, Sansoni, 1990, ISBN 978-88-383-1213-7.
- Il sogno dello zio, trad. Bruno Del Re, Collana Grande Universale Mursia. Letture, Milano, Mursia, 1995, ISBN 978-88-425-1843-3.
- Il sogno dello zio, trad. Andrea Montemagni e Barbara Gambaccini, Collana Highlander, Edizioni Clandestine, 2013, ISBN 978-88-659-6769-0.
- Il sogno dello zio e altri racconti dal Diario di uno scrittore, trad. e cura di Tat'jana A. Kasatkina ed Elena Mazzola, Collana Orso blu n.136, Brescia, Scholè, 2019, ISBN 978-88-284-0114-8.